# Takydromus dorsalis
Espèce
Takydromus dorsalis est une espèce de sauriens de la famille des Lacertidae.

## Répartition
Cette espèce est endémique d'Ishigaki-jima dans l'archipel Nansei au Japon.

## Publication originale
- Stejneger, 1904 : A new species of lizard from the Riu Kiu Archipelago, Japan. Smithsonian Quarterly, Miscellaneous Collection, vol. 47, no 18, p. 294-295 (texte intégral).